# North Palm Beach
North Palm Beach és una població dels Estats Units a l'estat de Florida. Segons el cens del 2000 tenia 12.064 habitants.

## Demografia
Segons el cens del 2000, North Palm Beach tenia 12.064 habitants, 6.196 habitatges, i 3.327 famílies. La densitat de població era de 1.308,4 habitants/km².
Dels 6.196 habitatges en un 15,1% hi vivien nens de menys de 18 anys, en un 45,4% hi vivien parelles casades, en un 6% dones solteres, i en un 46,3% no eren unitats familiars. En el 39,3% dels habitatges hi vivien persones soles el 19,1% de les quals corresponia a persones de 65 anys o més que vivien soles. El nombre mitjà de persones vivint en cada habitatge era d'1,95 i el nombre mitjà de persones que vivien en cada família era de 2,58.
Per edats la població es repartia de la següent manera: un 14,3% tenia menys de 18 anys, un 3,9% entre 18 i 24, un 24,2% entre 25 i 44, un 26,8% de 45 a 60 i un 30,8% 65 anys o més.
L'edat mediana era de 50 anys. Per cada 100 dones de 18 o més anys hi havia 92,1 homes.
La renda mediana per habitatge era de 53.163 $ i la renda mediana per família de 69.104 $. Els homes tenien una renda mediana de 41.709 $ mentre que les dones 32.080 $. La renda per capita de la població era de 39.564 $. Entorn de l'1,3% de les famílies i el 3,9% de la població estaven per davall del llindar de pobresa.

## Poblacions més properes
El següent diagrama mostra les poblacions més properes.